# Магнус Сергій Рейнгольдович
Сергій Рейнгольдович Магнус (24 квітня 1871, Російська імперія — 28 вересня 1914, Ханко) — російський військовий моряк, Капітан 1-го рангу.

## Біографія
Народився в збіднілій шляхетській родині лютеранського віросповідання. У вересні 1884 року вступив до Морського училища, на військовій службі з 1887 року. На додаток у 1892 р. закінчив навчання у Морській стрілецькій команді, в 1895 р. у Мінному офіцерському класі, 1907 р. у Навчальному загоні підводного плавання. Перебував у закордонному плаванні на крейсері «Генерал-Адмирал» (1893—1894), міноносці № 120 (1896—1897), ескадреному броненосці «Наварин» (1897—1900), ескадреному броненосці «Победа» (1902—1904). 1899 року призначений одним із мінних офіцерів 1-го розряду. Учасник облоги Порт-Артура, бувши офіцером Порт-Артурської ескадри, після здачі фортеці перебував у полоні в Японській імперії. Завідувач Загону підводних човнів Владивостоцького порту з 16 жовтня 1906 р. до 1908 р. З 18 травня 1909 р. до 28 вересня 1910 р. був командиром ескадреного міноносця «Гайдамак». Потім, до 1913 року, був начальником 2-го дивізіону підводних човнів морських сил Балтійського моря. З 21 січня 1913 р. до 28 вересня 1914 р. був командиром крейсера «Паллада». Загинув разом із крейсером, потопленим німецьким підводним човном U-26. Після його смерті без засобів для існування залишилася вдова Ольга Магнус, що мешкала в Гатчині з чотирма дітьми.
Станом на сьогодні нащадки С. Р. Магнуса проживають у Санкт-Петербурзі.

## Звання
- гардемарин;
- унтерофіцер (1880-ті);
- мічман (19 вересня 1890);
- лейтенант (14 травня 1896);[2]
- капітан-лейтенант (8 грудня 1904);
- капітан 2-го рангу (2 квітня 1906);
- капітан 1-го рангу (6 грудня 1911).

## Нагороди
- орден Святого Станіслава III ступеня (1899);
- орден Святої Анни IV ступеня з написом «За хоробрість» (1904).